# OpenCL

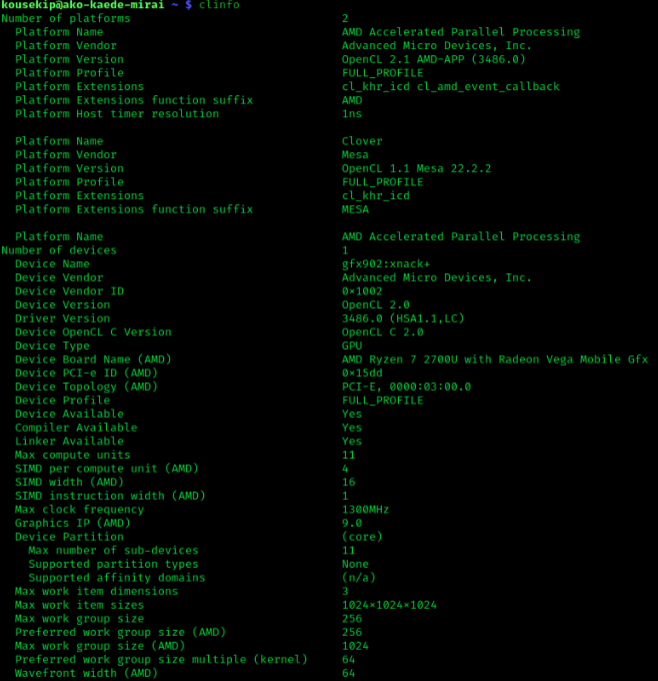
Imagem ilustrativa

OpenCL (Open Computing Language) é uma arquitetura para escrever programas que funcionam em plataformas heterogêneas, consistindo em CPUs, GPUs e outros processadores. OpenCL inclui uma linguagem (baseada em C99) para escrever kernels (funções executadas em dispositivos OpenCL), além de APIs que são usadas para definir e depois controlar as plataformas heterogênea. OpenCL permite programação paralela usando, tanto o paralelismo de tarefas, como de dados.
Ela foi adotada para controladores de placas gráficas pela AMD/ATI, que a tornou na sua única oferta de GPU como Stream SDK, e pela Nvidia, que oferece também OpenCL como a escolha para o seu Compute Unified Device Architecture (CUDA) nos seus controladores.
A arquitetura OpenCL partilha uma série de interfaces computacionais, tanto com CUDA, como com a concorrente DirectCompute da Microsoft.
A proposta OpenCL é similar às propostas OpenGL e OpenAL, que são padrões abertos da indústria para gráficos 3D e áudio, respectivamente. OpenCL estende o poder da GPU além do uso gráfico (GPGPU). OpenCL é gerido pelo consórcio tecnológico Khronos Group.

## Histórico
OpenCL foi inicialmente desenvolvida pela Apple Inc., que tem direitos sobre a marca, e produziu uma proposta inicial em colaboração com equipes técnicas na AMD, IBM, Intel e Nvidia. Apple submeteu esta proposta inicial ao Khronos Group. Em 16 de junho de 2008, o Khronos Compute Working Group foi formado com representantes de companhias fabricantes de CPU, GPU, embedded-processor e software. Este grupo trabalhou por cinco meses para finalizar os detalhes técnicos da especificação OpenCL 1.0 em 18 de novembro de 2008.
Esta especificação técnica foi revisada por membros da Khronos e aprovada como release pública em 8 de dezembro de 2008.
OpenCL 1.0  foi introduzida no Mac OS X v10.6 ('Snow Leopard') em 28 de agosto de 2008. De acordo com a nota de imprensa:

Snow Leopard terá extensões para suporte à hardware moderno com Open Computing Language (OpenCL), que permite qualquer aplicação explorar os vastos gigaflops do poder de computação da GPU antes disponíveis somente para aplicações gráficas. OpenCL é baseado na linguagem de programação C e está sendo proposto como um padrão aberto.

AMD decidiu oferecer suporte a OpenCL (e DirectX 11) ao invés do agora obsoleto Close to Metal em seu Stream framework.
RapidMind anunciou a adoção de OpenCL sob sua plataforma de desenvolvimento, para permitir suporte a GPUs de múltiplos fabricantes com uma única interface.
Nvidia anunciou em 9 de dezembro de 2008 agregar suporte completo à especificação OpenCL 1.0 ao seu GPU Computing Toolkit.
Nvidia anunciou em 13 de maio de 2009 aos desenvolvedores o "OpenCL 1.0 Conformance Candidate Release", é a primeira solução de compilação de códigos desenvolvidos em OpenCL.

## Exemplo
O modelo de programação OpenCL é bastante semelhante ao modelo de programação CUDA de Nvidia. Abaixo temos os códigos fontes de dois núcleos que fazem a adição de dois vetores:
Código C para um núcleo CUDA:
```
  
__global__
 
void

  
vectorAdd
(
const
 
float
 
*
 
a
,
 
const
 
float
 
*
 
b
,
 
float
 
*
 
c
)

  
{

      
// Indice do vetor

      
int
 
nIndex
 
=
 
blockIdx
.
x
 
*
 
blockDim
.
x
 
+
 
threadIdx
.
x
;

      
c
[
nIndex
]
 
=
 
a
[
nIndex
]
 
+
 
b
[
nIndex
];

  
}

```

Código C para um núcleo OpenCL:
```
  
__kernel
 
void

  
vectorAdd
(
__global
 
const
 
float
 
*
 
a
,

            
__global
 
const
 
float
 
*
 
b
,

            
__global
       
float
 
*
 
c
)

  
{

      
// Indice do vetor

      
int
 
nIndex
 
=
 
get_global_id
(
0
);

      
c
[
nIndex
]
 
=
 
a
[
nIndex
]
 
+
 
b
[
nIndex
];

  
}

```

Código  C para o HOST CUDA:
Não existe ainda um compilador OpenCL
```
/* main routine that executes on the host */

int
 
main
(
void
)

{

 
float
 
*
a_h
,
 
*
a_d
;
 
// Pointer to host & device arrays

 
const
 
int
 
N
 
=
 
10
;
 
// Number of elements in arrays

 
size_t
 
size
 
=
 
N
 
*
 
sizeof
(
float
);

 
a_h
 
=
 
(
float
 
*
)
malloc
(
size
);
 
// Allocate array on host

 
cudaMalloc
((
void
 
**
)
 
&
a_d
,
 
size
);
 
// Allocate array on device

 
// Initialize host array and copy it to CUDA device

 
for
 
(
int
 
i
=
0
;
 
i
<
N
;
 
i
++
)
 
a_h
[
i
]
 
=
 
(
float
)
i
;

 
cudaMemcpy
(
a_d
,
 
a_h
,
 
size
,
 
cudaMemcpyHostToDevice
);

 
// Do calculation on device:

 
int
 
block_size
 
=
 
3
;

 
int
 
n_blocks
 
=
 
N
/
block_size
 
+
 
(
N
 
%
 
block_size
 
==
 
0
 
?
 
0
:
1
);

 
square_array
 
<<<
 
n_blocks
,
 
block_size
 
>>>
 
(
a_d
,
 
N
);

 
// Retrieve result from device and store it in host array

 
cudaMemcpy
(
a_h
,
 
a_d
,
 
sizeof
(
float
)
*
N
,
 
cudaMemcpyDeviceToHost
);

 
// Print results

 
for
 
(
int
 
i
=
0
;
 
i
<
N
;
 
i
++
)
 
printf
(
"%d %f
\n
"
,
 
i
,
 
a_h
[
i
]);

 
// Cleanup

 
free
(
a_h
);
 
cudaFree
(
a_d
);

}

```

Código C para o HOST OpenCL:
```
#
 
include
 
<stdio.h>

#
 
include
 
<cl.h>

int
 
main
(
void
){
 
// main routine that executes on the host

 
float
 
*
a_h
;
 
// Pointer to host & device arrays

 
const
 
int
 
N
 
=
 
10
;
 
// Number of elements in arrays

 
size_t
 
size
 
=
 
N
 
*
 
sizeof
(
float
);

 
a_h
 
=
 
(
float
 
*
)
malloc
(
size
);
 
// Allocate array on host

 
// Initialize host array and copy it to CUDA device

 
for
 
(
int
 
i
=
0
;
 
i
<
N
;
 
i
++
)
 
a_h
[
i
]
 
=
 
(
float
)
i
;

 
// create the OpenCL context on a GPU device

 
cl_context
 
context
 
=
 
clCreateContextFromType
(
0
,
 
// (must be 0)

                      
CL_DEVICE_TYPE_
 
GPU
,
 
NULL
,
 
// error callback

                      
NULL
,
 
// user data

                      
NULL
);
 
// error code

 
// get the list of GPU devices associated with context

 
size_t
 
cb
;

 
clGetContextInfo
(
context
,
 
CL_CONTEXT_DEVICES
,
 
0
,
 
NULL
,
 
&
cb
);

 
cl_device_id
 
*
devices
 
=
 
malloc
(
cb
);

 
clGetContextInfo
(
context
,
 
CL_CONTEXT_DEVICES
,
 
cb
,
 
devices
,
 
NULL
);

 
// create a command-queue

 
cl_cmd_queue
 
cmd_queue
 
=
 
clCreateCommandQueue
(
context
,

                          
devices
[
0
],
 
0
,
 
// default options

                          
NULL
);
 
// error code

 
cl_mem
 
memobjs
[
1
];

 
// allocate input buffer memory objects

 
memobjs
[
0
]
 
=
 
clCreateBuffer
(
context
,

              
CL_MEM_READ_ONLY
 
|
 
// flags

              
CL_MEM_COPY_HOST_PTR
,

              
sizeof
(
cl_float
)
*
n
,
 
// size

              
a_h
,
 
// host pointer

              
NULL
);
 
// error code

 
// create the program

 
cl_program
 
program
 
=
 
clCreateProgramWithSource
(

                      
context
,

                      
1
,
 
// string count

                      
&
program_source
,
 
// program strings

                      
NULL
,
 
// string lengths

                      
NULL
);
 
// error code

 
// build the program

 
cl_int
 
err
 
=
 
clBuildProgram
(
program
,

              
0
,
 
// num devices in device list

              
NULL
,
 
// device list

              
NULL
,
 
// options

              
NULL
,
 
// notifier callback function ptr

              
NULL
);
 
// error code

 
// create the kernel

 
cl_kernel
 
kernel
 
=
 
clCreateKernel
(
program
,
 
“
square_array
”
,
 
NULL
);

 
// set “a” vector argument

 
err
 
=
 
clSetKernelArg
(
kernel
,

       
0
,
 
// argument index

       
(
void
 
*
)
&
memobjs
[
0
],
 
// argument data

       
sizeof
(
cl_mem
));
 
// argument data size

 
size_t
 
global_work_size
[
1
]
 
=
 
n
;
 
// set work-item dimensions

 
// execute kernel

 
err
 
=
 
clEnqueueNDRangeKernel
(
cmd_queue
,
 
kernel
,

       
1
,
 
// Work dimensions

       
NULL
,
 
// must be NULL (work offset)

       
global_work_size
,

       
NULL
,
 
// automatic local work size

       
0
,
 
// no events to wait on

       
NULL
,
 
// event list

       
NULL
);
 
// event for this kernel

 
// read output array

 
err
 
=
 
clEnqueueReadBuffer
(
 
context
,
 
memobjs
[
0
],

       
CL_TRUE
,
 
// blocking

       
0
,
 
// offset

       
n
*
sizeof
(
cl_float
),
 
// size

       
a_h
,
 
// pointer

       
0
,
 
NULL
,
 
NULL
);
 
// events

 
// Print results

 
for
 
(
int
 
i
=
0
;
 
i
<
N
;
 
i
++
)
 
printf
(
"%d %f
\n
"
,
 
i
,
 
a_h
[
i
]);

 
// Cleanup Host Memory

 
free
(
a_h
);

}

```